# Jean Marie Marcelin Gilibert
Jean-Marie Marcelin Gilibert (hispanisé en Juan María Marcelino Gilibert), né le 24 février 1839 à Fustignac (Haute-Garonne) et mort le 11 septembre 1923 à Bogota, est un militaire français fondateur de la police nationale colombienne le 5 novembre 1891.

## Biographie
Jean-Marie Marcelin Gilibert participe à des campagnes militaires en Afrique et à la guerre franco-allemande de 1870, dont il sort en 1870 avec le grade de sergent major de première classe à Lille.
En 1891 il est sélectionné pour réorganiser les forces de police de la Colombie à la demande du président Carlos Holguín. Il en est le premier directeur jusqu'en 1898, date à laquelle il présente sa démission. Peu après[Quand ?], Rafael Reyes Prieto le sollicite à nouveau pour prendre la direction de la Police nationale colombienne, poste qu'il occupe jusqu'à sa mort en 1923.